# Piękności nocy
Piękności nocy (fr. Les belles de nuit) – francusko-włoski film komediowy z 1952 roku w reżyserii René Claira.

## Opis fabuły
Claude jest nauczycielem muzyki, który marzy o tym by zostać kompozytorem. Pracuje nad operą, którą zamierza opublikować. Jednak jak na razie nikt nie docenia jego talentu, a pensja którą zarabia jako nauczyciel, ledwo wystarcza na życie. Claude jest coraz bardziej sfrustrowany. Pewnego dnia, zainspirowany powiedzeniem: „Kiedyś było o wiele lepiej”, kładzie się spać do łóżka i we śnie przenosi się w przeszłość. Od tej pory każdej nocy wędruje przez minione stulecia w swoim wyimaginowanym świecie. Czasami śni, że jest odnoszącym sukcesy kompozytorem operowym przełomu wieków, czasami bohaterskim oficerem w służbie Napoleona, albo też odważnym rewolucjonistą podczas rewolucji francuskiej. Zawsze w swoich marzeniach otoczony jest pięknymi kobietami, których twarze zna w prawdziwym życiu, takie jak Edmée de Villebois, której córce udziela prywatnych lekcji, kasjerka z pobliskiej kawiarni, czy atrakcyjna sąsiadka Suzanne.
Z biegiem czasu Claude coraz bardziej ucieka od rzeczywistości zaniedbując swoje sprawy w życiu realnym. Równocześnie w jego snach zaczynają pojawiać się nieoczekiwane problemy, które zmieniają je w koszmar. 

## Obsada
- Gérard Philipe - Claude
- Martine Carol -  Edmee
- Gina Lollobrigida - Leila / kasjerka
- Magali Vendeuil -  Suzanne
- Marilyn Buferd - Madame Bonacieux / urzędniczka pocztowa
- Raymond Bussières -  Roger, mechanik
- Raymond Cordy -  ojciec Suzanne / markiz
- Bernard La Jarrige -  Léon, żandarm
- Albert Michel -  listonosz
- Palau - starszy mężczyzna
- Jean Parédès -  Paul, aptekarz
- Paolo Stoppa - reżyser Opery